# Loudetia hordeiformis
Loudetia hordeiformis är en gräsart som först beskrevs av Otto Stapf, och fick sitt nu gällande namn av Charles Edward Hubbard. Loudetia hordeiformis ingår i släktet Loudetia och familjen gräs. Inga underarter finns listade i Catalogue of Life.